# Turniej o Puchar Burmistrza Rawicza 1995
Puchar Burmistrza Rawicza 1995 – turniej żużlowy, rozegrany po raz 1. w Rawiczu, w którym zwyciężył Adam Łabędzki.

## Finał
- Rawicz, 30 lipca 1995
- Sędzia: Jerzy Kaczmarek

| Msc. | Zawodnik            | Klub              | Pkt    |                  |  |
| ---- | ------------------- | ----------------- | ------ | ---------------- |  |
| 1    | Adam Łabędzki       | Leszno            | 14+3   | (3,3,3,2,3)      |  |
| 2    | Roman Jankowski     | Leszno            | 13+t   | (2,2,3,2,3)      |  |
| 3    | Zenon Kasprzak      | Piła              | 12+wzd | (3,3,0,3,3)      |  |
| 4    | Krzysztof Zieliński | Wrocław           | 11+w   | (2,2,2,3,2)      |  |
| 5    | Robert Mikołajczak  | Leszno            | 11     | (1,1,3,3,3)      |  |
| 6    | Tomasz Kruk         | Zielona Góra      | 9      | (2,3,2,0,2)      |  |
| 7    | Adam Fajfer         | Gniezno           | 8      | (1,3,1,1,2)      |  |
| 8    | Zbigniew Lech       | Wrocław           | 7      | (0,2,2,3,0)      |  |
| 9    | Tomasz Fajfer       | Gniezno           | 6      | (0,0,3,2,1)      |  |
| 10   | Krzysztof Jankowski | Wrocław           | 6      | (3,1,1,1,0)      |  |
| 11   | Leszek Matysiak     | Świętochłowice    | 6      | (1,1,0,2,2)      |  |
| 12   | Atilla Stefani      | Południowa Afryka | 5      | (2,0,1,1,1)      |  |
| 13   | Karl Lechky         | Południowa Afryka | 5      | (1,2,1,1,0)      |  |
| 14   | Grzegorz Walasek    | Zielona Góra      | 4      | (3,1,u,ns,ns)    |  |
| 15   | Krzysztof Bas       | Świętochłowice    | 3      | (0,0,2,0,1)      |  |
| 16   | Les Stefani         | Południowa Afryka | ns     | (ns,ns,ns,ns,ns) |  |